# Ida von Igo
Ida von Igo, eigentlich Ida Elisabetha Günther, Edle von Ollenburg (* 18. Februar 1864 in Wien; † 6. November 1930 in Zürich) war eine österreichische Opernsängerin (Sopran).

## Leben
Igo, Tochter eines k.k. Sektionsrates, nahm in ihrer Heimatstadt zunächst Unterricht an der Gesangsschule von Caroline Pruckner, dann bis 1886 am dortigen Konservatorium bei Johannes Reß.
Im Oktober 1886 heiratete sie in Wien den Oberleutnant Paul Aristides Kempner (1858–?). Der Sohn des Paares schlug eine militärische Laufbahn ein, die zweite Tochter war die berühmte Sängerin Maria Ivogün, die ihren Künstlernamen aus den Initialen des Geburtsnamens ihrer Mutter, Ida von Günther,  bildete.
Nach ihrer Scheidung begann Igo ihre Bühnenlaufbahn 1894 am Stadttheater von Troppau. In der Spielzeit 1897/98 war sie am Stadttheater von Nürnberg engagiert. Mitte 1898 gastierte Igo sehr erfolgreich an der Sommeroper von Heinrich Morwitz im Berliner Theater des Westens, u. a. als Zerlina an der Seite von Francisco d’Andrade in Mozarts Don Giovanni und war anschließend für ein Jahr am Central-Theater, einer Berliner Operetten-Bühne, beschäftigt. 1899 wechselte sie an das Stadttheater von Zürich und beendete ihre Karriere mit der Spielzeit 1900/01 am Hoftheater von Coburg-Gotha, wo sie am 3. Mai 1900 als Zerline in Fra Diavolo mit großem Erfolg debütiert hatte.
Im Mai 1901 heiratete Igo in Gotha in zweiter Ehe den Schweizer Geschäftsmann Friedrich August (Fritz) Meyer (1855–1929), Präsident der Zürich Versicherungs-Gesellschaft, mit dem sie anschließend in Zürich lebte.

## Würdigung
Diese begabte Koloraturopernsoubrette verfügte über eine überaus sympathische Stimme, deren natürlicher Wohllaut durch eine vorzügliche Technik umso angenehmer wirkt. Igo war immer bei der Sache, entwickelte viel Humor und zeichnete sich vor allen Dingen durch große Anmut aus. Ihre gesanglichen Leistungen waren ebenso erfreulich wie ihre schauspielerischen. (Ludwig Eisenberg: Ida von Igo. In: Großes biographisches Lexikon der deutschen Bühne im XIX. Jahrhundert. Paul List, Leipzig 1903, S. 463)